# Djebel Selloum
Djebel Selloum è un monte tunisino alto 1373 mslm a sud-est della città Kasserine. È formato principalmente da calcare e fa parte della dorsale tunisina. È molto soggetto all'erosione.

## Posizione
Il massiccio si trova a circa 15 km in linea d'aria in direzione sud-est da Kasserine presso il limite tra la delegazione di Hassi El Ferid e la delegazione di Kasserine Sud nella parte centro-occidentale della Tunisia, a una quarantina di chilometri del confine con l'Algeria.

## Clima
Soltanto nei mesi invernali tra novembre e febbraio ci sono piogge abbondanti, le nevicate sono rare e la neve si scioglie rapidamente. Nonostante ciò, a seconda della nuvolosità, le temperature possono calare di notte o in inverno anche sotto lo zero; in estate non sono rari i giorni dove si superano i 40 °C.

## Ascensione
In linea di massima è possibile scalare il monte. Siccome però a partire dagli anni 2010 è diventato un territorio di rifugio di terroristi - in 15 febbraio 2015 l'aviazione ha bombardato alcune sospette postazione terroristiche -  è difficile procurarsi il necessario nulla osta da parte dell'ufficio forestale.

## Flora e fauna
Il massiccio del Djebel Selloum ha poco bosco (pino d'Aleppo), cresce dell'alfa che viene trasformata in carta a Kasserine. Sono presenti cinghiali, volpi e rapaci che si nutrono di piccoli mammiferi e lucertorle.